# Топлица (област)
Вижте пояснителната страница за други значения на Топлица.
Топлица е географска област по долината на едноименната река в Сърбия.
Разположена е между планините Копаоник на запад, Ястребац на север и Видоевица и Пасача на юг, а на изток преминава в долината на Южна Морава към Ниш. Името си областта получава по топлите минерални извори с които е осеяна долината.